# Hicham Faik
Hicham Faik (L'Aia, 19 marzo 1993) è un calciatore olandese, centrocampista dell'Al-Bukayriyah.

## Caratteristiche tecniche
È un centrocampista centrale.

## Carriera
Cresciuto nelle giovanili dell'ADO Den Haag, ha esordito il 10 agosto 2012 con la maglia dell'Almere City in un match perso 2-0 contro il Go Ahead Eagles.
Il 28 agosto 2020, dopo diverse stagioni tra i Paesi Bassi e il Belgio, si accasa agli arabi dell'Al-Faisaly.
Il 6 settembre 2022, dopo 2 stagioni con l'Al-Faisaly, diventa un nuovo giocatore dell'Al-Ahli, firmando un contratto annuale valido fino al 30 giugno 2023.

## Statistiche

### Presenze e reti nei club
Statistiche aggiornate al 23 luglio 2023.
| Stagione           | Squadra            | Campionato         | Campionato | Campionato | Coppe nazionali | Coppe nazionali | Coppe nazionali | Coppe continentali | Coppe continentali | Coppe continentali | Altre coppe | Altre coppe | Altre coppe | Totale | Totale | Totale |
| Stagione           | Squadra            | Comp               | Pres       | Reti       | Comp            | Pres            | Reti            | Comp               | Pres               | Reti               | Comp        | Pres        | Reti        | Pres   | Reti   |        |
| ------------------ | ------------------ | ------------------ | ---------- | ---------- | --------------- | --------------- | --------------- | ------------------ | ------------------ | ------------------ | ----------- | ----------- | ----------- | ------ | ------ | ------ |
| 2012-2013          | Almere City        | EED                | 31         | 3          | CO              | 1               | 0               |                    | -                  | -                  |             | -           | -           | 32     | 3      |        |
| 2013-2014          | Almere City        | EED                | 32         | 1          | CO              | 1               | 0               |                    | -                  | -                  |             | -           | -           | 33     | 1      |        |
| Totale Almere City | Totale Almere City | Totale Almere City | 63         | 4          |                 | 2               | 0               |                    | -                  | -                  |             | -           | -           | 65     | 4      |        |
| 2014-2015          | Roda JC            | EED                | 32+4       | 3          | CO              | 3               | 1               |                    | -                  | -                  |             | -           | -           | 39     | 4      |        |
| 2015-2016          | Roda JC            | ERE                | 27         | 3          | CO              | 4               | 1               |                    | -                  | -                  |             | -           | -           | 31     | 4      |        |
| Totale Roda        | Totale Roda        | Totale Roda        | 63         | 6          |                 | 7               | 2               |                    | -                  | -                  |             | -           | -           | 70     | 8      |        |
| 2016-2017          | Excelsior          | ERE                | 22         | 4          | CO              | 2               | 0               |                    | -                  | -                  |             | -           | -           | 24     | 4      |        |
| 2017-2018          | Excelsior          | ERE                | 17         | 2          | CO              | 1               | 0               |                    | -                  | -                  |             | -           | -           | 18     | 2      |        |
| Totale Excelsior   | Totale Excelsior   | Totale Excelsior   | 39         | 6          |                 | 3               | 0               |                    | -                  | -                  |             | -           | -           | 42     | 6      |        |
| 2018-2019          | Zulte Waregem      | PL                 | 16+3       | 3+1        | CB              | 1               | 0               |                    | -                  | -                  |             | -           | -           | 20     | 4      |        |
| 2019-2020          | Heerenveen         | ERE                | 26         | 3          | CO              | 4               | 1               |                    | -                  | -                  |             | -           | -           | 30     | 4      |        |
| 2020-2021          | Al-Faisaly         | SPL                | 28         | 3          | KCC             | 4               | 0               | -                  | -                  | -                  |             | -           | -           | 32     | 3      |        |
| 2021-2022          | Al-Faisaly         | SPL                | 27         | 2          | KCC             | 0               | 0               | AFC                | 5                  | 2                  | SS          | 1           | 0           | 33     | 4      |        |
| Totale Al-Faisaly  | Totale Al-Faisaly  | Totale Al-Faisaly  | 55         | 5          |                 | 4               | 0               |                    | 5                  | 2                  |             | 1           | 0           | 65     | 7      |        |
| 2022-2023          | Al-Ahli            | PD                 | 27         | 3          | -               | -               | -               | -                  | -                  | -                  |             | -           | -           | 27     | 3      |        |
| Totale carriera    | Totale carriera    | Totale carriera    | 292        | 31         |                 | 21              | 3               |                    | 5                  | 2                  |             | 1           | 0           | 319    | 36     |        |

## Palmarès

### Competizioni nazionali
- Coppa del Re dei Campioni: 1

Al Faisaly: 2020-2021